# Отакар Тер
Отакар Тер (чеськ. Otakar Theer ; 16 лютого 1880, Чернівці, Буковина, Австро-Угорщина — 20 грудня 1917, Прага) — чеський поет, письменник, драматург, літературний критик та перекладач.
Використовував псевдоніми Отто Гулон, Г. Раллан та Сезам.

## Біографія
Отакар Тер народився в родині військового Карела Теєа та його дружини Францішки Брзорадової в той час, коли його батька перевели на Буковину. Військова служба згодом забрала батька до празьких казарм у Погоржелеці, тому родина жила на Градчанах. Отакар прожив там в Увозі до кінця свого життя. Отакар почав писати вірші в Празі під час навчання в гімназії. Після закінчення реальної гімназії в Житні він навчався на юридичному факультеті Карлового університету у Празі, під час навчання перейшов на факультет мистецтв. З 1902 по 1903 рік навчався в Сорбонні. 18 червня 1906 р. він був призначений стажистом в Університетську бібліотеку в Празі (нині Національна бібліотека Чеської Республіки), де продовжив роботу і завершив свою кар'єру чиновником тієї ж бібліотеки. Він залишився неодруженим, хоча був охрещений і виріс у римо-католицькій родині, він відкинув свою віру, коли звернувся до анархізму.

## Творчість

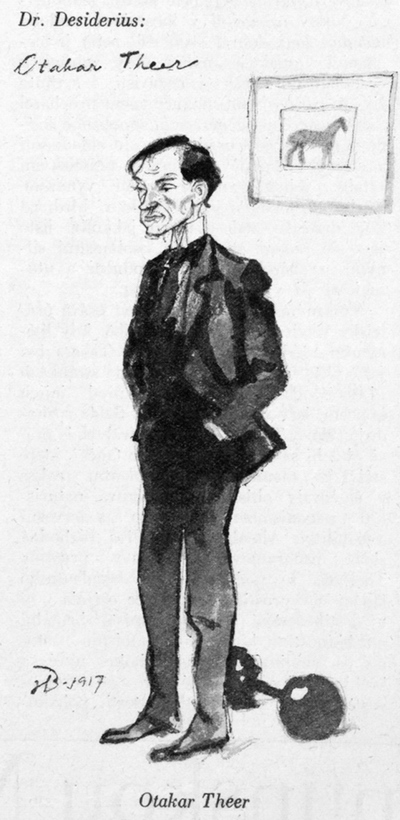
Карикатура на Отакара Тера, 1917

Дебютував наприкінці 1890-х років, в епоху захоплення новітніми течіями західноєвропейської літератури, особливо французької.
Збірник віршів О. Тера «Гаї, де танцюють» (Haje, kde se tanci, 1897), випущений під псевдонімом Отто Гулон, — наслідування французьких поетів- декадентів. Вивчив новітні течії західноєвропейської буржуазної філософії, співпрацював у журналах «Lumir», «Prehled», де надрукував ряд статей з літератури та театру, писав фейлетони в «Literární listy». У 1903 році вийшла збірка оповідань Тера «Під древом кохання» (Pod stromem Lasky), написаних у дусі реалізму на тему про злиття мистецтва з життям.
До першого періоду творчості О. Тера належить і його збірку поезій «Походи до свого я» (Vypravy k Ja, 1900). Через 11 років вийшла книга віршів «Страхи та надії» (Uzkosti a nadeje, 1911).
Його роботи схильні до впливу символізму, описують в основному жінку і любов і часто включають еротичні мотиви.
О. Тер — оригінальний поет «гірких ідилій», типовий ідеаліст, який прагне осягнути сутність явищ життя і пішов у світ абстракцій. В останній книзі «Всупереч усьому» (Vsemu na vzdory, 1916), що вийшла в роки Першої світової війни, він ближче підійшов до реальної дійсності, залишаючись все ж таки на колишніх ідеалістичних позиціях.
О. Теру належить п'єса «Фаєтон» (1917), в основу якої покладено міфологічний сюжет.
Займався перекладами творів французьких та англійських авторів.

## Вибрані твори
- Háje, kde se tancuje, 1897
- Výpravy k Já, 1900
- Príchod ženy, 1901
- Pod stromem lásky, Lyrik 1903
- Spuklým srdceм, Роман, 1910
- Úzkosti a naděje, Лірика, 1911
- Almanach 1914
- Faëthon, Трагедія, 1917
- Vsemu na vzdory, 1916